# Аспильера Диас, Глория Мария
Глория Мария Аспиллера Диас (тагальский | [ˈɡloɾja ˈdɪas]; род. 10 марта 1951, Илокос) — филиппинская актриса

 кино и телевидения, супермодель и королева красоты, прославившаяся после того, как была коронована как «Мисс Вселенная 1969 года», став первой филиппинкой, получившей титул «Мисс Вселенная».

## Биография
Глория Диас родилась 10 марта 1951 года в филиппинском регионе Илокос на северо-западе страны; её часто причисляют к знаменитому филиппинскому калану Диаз. Её младшая сестра Рио Диас пошла по стопам сестры старшей и тоже стала артисткой и королевой красоты.
Ещё во время учёбы в колледже Святой Схоластики в Маниле Г. Диас была замечена одним театральным деятелем, который убедил её присоединиться к шестому конкурсу «Binibining Pilipinas», более известному в России, как «Мисс Филиппины». Её внешность и, что более важно, её остроумие и шарм очаровывали публику и в 1969 году, в возрасте восемнадцати лет, Глория Мария Аспиллера Диас стала первой красавицей Филиппинских островов.
Предыдущая победа открыла Аспильере Диас дорогу в Соединённые Штаты Америки, где в курортном флоридском городе Майами-Бич в Конференц-центре 15 июля 1969 года состоялся международный конкурс красоты «Мисс Вселенная 1969». Прибыв на конкурс в качестве одного из первых фаворитов, Диас не разочаровала публику и участвовала во всех мероприятиях конкурса, которые привели её к финалу. Попав в пятерку лучших, она приняла участие в финальном раунде вопросов, и её ответ на вопрос о «людях с Луны» очаровал публику и судей. Она была коронована как «Мисс Вселенная» 19 июля 1969 года и стала первой филиппинкой, выигравшей корону «Мисс Вселенная». Новости о её победе были переданы членам экипажа Аполлона-11 во время их космической миссии.
Во время своего «правления» Аспильера Диас путешествовала по разным странам, чтобы продвигать пропаганду, поддерживаемую Организацией «Мисс Вселенная», а также появлялась на многих общественных и телевизионных мероприятиях в Соединённых Штатах.

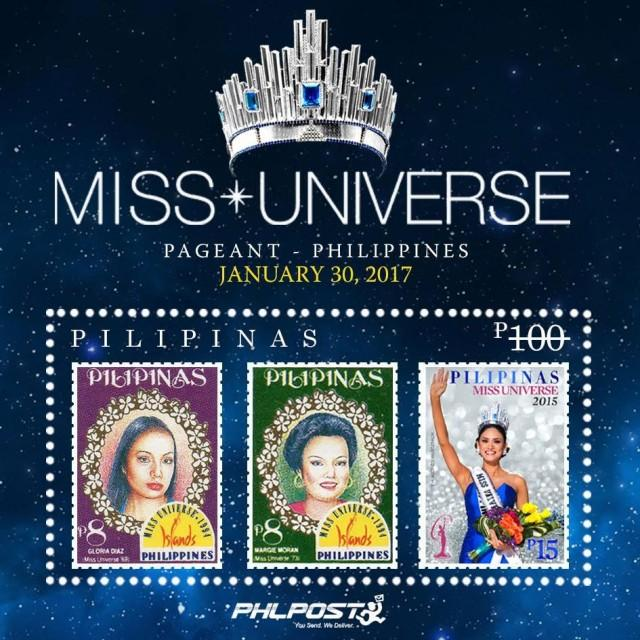
Марка посвящённая филиппинкам-победительницам «Мисс Вселенная» (Диас слева)

Вскоре после того, как она передала корону «Мисс Вселенной» своей преемнице, Глория Мария Аспильера Диас продолжила актёрскую карьеру на Филиппинах, а в 1974 году она получила свою прорывную роль Изабель в получившем признание публики и критиков фильме на тагальском языке «Самое красивое животное в мире» (в ряде источников именуется «Самое красивое животное на поверхности Земли»). Её игра в фильме была встречена кинокритиками с похвалой и считалась одним из самых многообещающих достижений любой актрисы в филиппинском кино. Позже в том же году она была номинирована на премию «FAMAS» за лучшую главную женскую роль.
Аспильера Диас много лет продолжала сниматься в кино, прежде чем попробовать себя в главной роли на телевидении. В 1996 году она впервые появилась в драматическом сериале «Анна Каренина». Она приобрела популярность после появления в ситкоме «Kool Ka Lang» в сети «GMA Network» в 1998 году. В том же году она появилась в биографическом фильме «Хосе Ризал», где сыграла мать Ризала Дону Теодору Алонсо за которую получила награду за лучшую женскую роль второго плана на кинофестивале в Маниле в 1998 году.

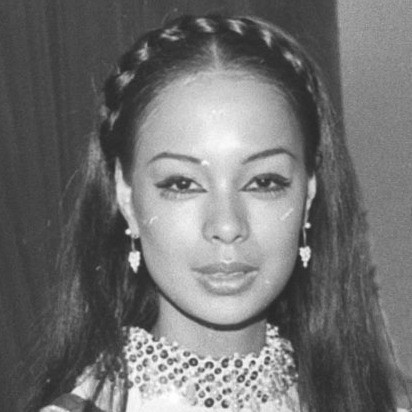
Аспильера Диас

В 2009 году она получила премию «FAMAS» за лучшую женскую роль второго плана за роль в нашумевшем фильме «Фамилия Саграда».
Всего на счету Аспильеры Диас десятки кинофильмов и телесериалов (подробную фильмографию актрисы можно посмотреть в одноимённой статье Английской Википедии).
В 1986 году в городе Маниле Глория Мария Аспильера Диас обвенчалась с бизнесменои Габриэлем Дазой III и провела медовый месяц на Гавайях в Дайамонд-Хед. У них родились трое детей: две дочери, Изабель и Ава, и сын Рафаэль, но в 1995 году этот брачный союз распался.
После расставания с Дазой у неё были отношения с филиппинским банкиром Майклом Осменья де Хесусрм.
В 2010 году, из-за её непримиримой позиции относительно национальных языков, отделение Лиги вице-мэров в филиппинской провинции Себу объявило Глорию Диас персоной нон грата.